# Acacia microbotrya
Acacia microbotrya — вид квіткових рослин з родини бобових. Ареал: Австралія (Західна Австралія).

## Середовище
Його батьківщиною є регіони Вітбелт, Великий Південний і Голдфілдс-Есперанс у Західній Австралії, де він росте серед скелястих відслонень, біля водотоків, навколо солоних озер і вздовж узбіччя доріг у глинистому або піщаному ґрунті, часто поверх граніту.

## Біоморфологічна характеристика
Це кущ або дерево зазвичай досягає висоти від 2 до 7 метрів, а крона поширюється на 5 метрів в ширину. Має голі гілочки з грубою коричневою корою на стеблі. Сіро-зелені, голі філодії мають вузькоеліптичну або прямоланцетну форму, у довжину від 5 до 14 сантиметрів, ушир від 5 до 20 міліметрів. Цвіте з березня по серпень і дає жовто-кремові квітки. Суцвіття китицеподібні з осями завдовжки від 1,5 до 4 сантиметрів, а кремові або блідо-жовті кулясті голови містять 20–30 квіток і мають діаметр від 4 до 6 міліметрів. Темно-коричневі або чорнуваті голі стручки звужені через рівні проміжки і нагадують за формою нитку намистин у довжину від 15 до 20 см і вшир від 6 до 8 міліметрів. Блискуче чорне насіння має довгасту або еліптичну форму у довжину від 5,5 до 8 мм і вшир від 4 до 5 міліметрів.